# Trucks
Trucks er en britisk/norsk musikgruppe. Gruppen er bedst kendt for deres one-hit wonder, "It's Just Porn, Mum", som blev udgivet i år 2003. 
| Musikgruppe | Spire Denne artikel om en musikgruppe er en spire som bør udbygges. Du er velkommen til at hjælpe Wikipedia ved at udvide den. |